# TomSka
Thomas James Ridgewell (Essex, Reino Unido, 27 de junio de 1990), conocido en línea como TomSka, es una celebridad británica de YouTube. Es escritor, productor, director y actor, así como fundador del Turbopunch Ltd., compañía dedicada a la producción audiovisual. Es conocido por su serie web de comedia animada Asdfmovie y webtoons Eddsworld y Crash Zoom.

## Educación y vida
Desde niño, Ridgewell empezó hacer cortometrajes con cámara de vídeo de sus padres. No mucho tiempo después de que YouTube estuvo establecido, Ridgewell creó CakeBomb, un sitio web qué él posteaba sus creaciones de vídeo, incluyendo su viral serie web animada asdfmovie y junto con su amigo Edd Gould Eddsworld. Ridgewell se graduó de la Universidad de Lincoln, donde creó una serie de anuncios "oficiosos" para los universitarios los cuáles recibieron millones de vistas.

## Carrera

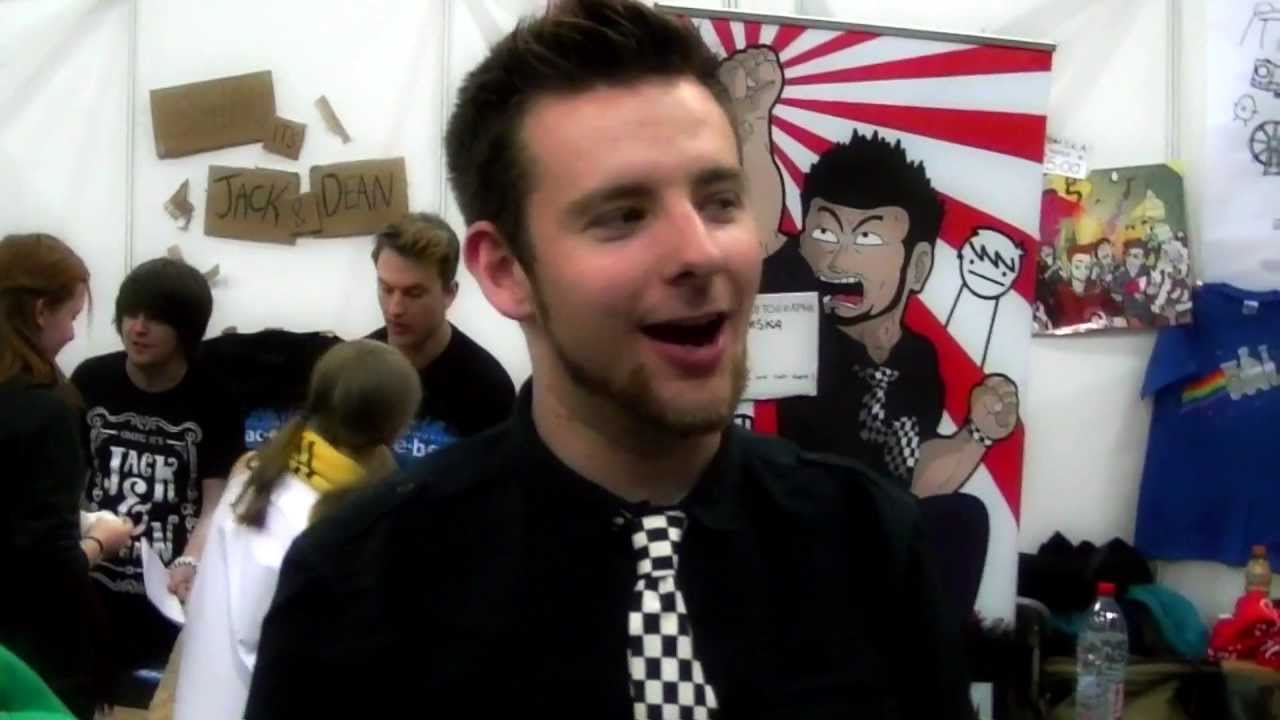
Tomska en la Comic Con de Londrés, 2013.

Como youTuber profesional, Ridgewell gana dinero de ingresos por sus vídeos en el sitio web. También ha realizado cortometrajes para la BBC y Comedy Central. Ha sido entrevistado en relación con esto. También ha aparecido como invitado en la BBC en The One Show, y ha aparecido como radiofónico y invitado de televisión internacionalmente.
En octubre de 2007, Tomska creó un canal secundario llamado DarkSquidge. Para marzo de 2018, el canal había pasado por encima de los 780,000 suscriptores y más de 101 millones de vistas. El contenido que Ridgewell carga en este canal difiere mucho de aquel de su canal principal. Mientras su canal principal consta de comedia de sketches y animaciones, DarkSquidge cuenta el detrás de cámaras de los vídeos de TomSka proyectos relacionados, así también vídeos de vlogs. Ridgewell También expresa sus comentarios y opiniones sociales en esta plataforma, cubriendo una gama de temas como salud mental y sexual. El YouTuber subía semanalmente vlogs al canal bautizó "Last Week". Pero después de acabar este, Empezó a hacer uno mensual llamado "Last Month".[cita requerida]
En 2008, Ridgewell liberó el primer capítulo de asdfmovie, una serie de comedia de sketches animada que presenta clips muy cortos de minimalistas con la comedia basándose en lo surreal y ocasionalmente situaciones de humor negro. Ha habido trece episodios desde octubre del 2020, así como dos vídeos de "escenas eliminadas", un vídeo promocional con Marmite, y cuatro vídeos de musicales; "I Like Trains", "Mine Turtle", "Everybody Do The Flop ", y "The Muffin Song". La canción "Beep Beep soy una Oveja " interpretada por el músico canadiense Todd "LilDeuceDeuce" Bryanton con la voz de Ridgewell y Gabriel "BlackGryph0n" Brown, liberado junto a asdfmovie10 y tiempo después, en 2022, creó la canción de Real man, estuvo presentado en el juego de ritmo de baile Just Dance 2018. Publicó un libro basado en asdfmovie titulado Art is Dead: the asdf book  escrito por Ridgewell, ilustrado por Mate Ley, y publicado por Little Brown el 29 de octubre de 2015. Un segundo libro titulado Sam Kills Christmas, escrito por Ridgewell y Eddie Bowley con ilustraciones por Dorina Herdewijn, está planificado para ser publicado el 18 de noviembre de 2018.
En 2012, Ridgewell fundó una compañía productora, TurboPunch Ltd., localizada en Londres. Ridgewell Actualmente trabaja allí junto al coescritor Eddie Bowley y el editor de vídeo Elliot Gough.
También en 2012, tomo cargo de la producción de Eddsworld después de que el creador original del espectáculo y amigo cercano de Ridgewell, Edd Gould, muriera de leucemia. Deja la serie en 2016, entregando la producción del show sobre la familia de Edd. En 2013, Ridgewell estuvo presentando la primera temporada de "Semana de Comedia de YouTube". y estuvo seleccionado por YouTube como anfitrión para su Geek Show en agosto. La BBC anunció que Ridgewell sería presentador de invitados en el Dan y Phil show de septiembre de 2014 en Radio de la BBC 1.
En 2014, Ridgewell, en colaboración con el esrudio de desarrollo de videojuegos Pixel Spill Studios, creó el juego KatataK, un scrolling de desplazamiento lateral shoot'em up para iOS y dispositivos de Android.
En enero de 2015, Ridgewell lanzó una nueva serie webtoon llamada Crash Zoom, en su canal de YouTube. Animada por Ben "Wonchop" Smallman, quién también ha animado algunos del episodios de asdfmovie. La serie presenta tres personajes jóvenes, Lucy, Ben, y Kate, y narra sus proezas en su varias aventuras surrealistas.
En 2016, TomSka filmó varios sketches con la BBC en una prueba para un espectáculo de croquis potencial en BBC Three. Estos sketches no fueron transmitidos por la BBC, aun así, él más tarde postearia los clips en su canal de YouTube.

## Vida personal
Ridgewell tuvo una hermana gemela no nata llamada Amelia, quién murió en un accidente automovilístico durante el embarazo.
Se ha identificado como un testigo de Jehová, pero en la actualidad ya no practica esta fe. A pesar de esto, él ha expresado una creencia en un dios.

## Libros
- Art is Dead: the asdf book (2015, Grupo de Libro de Brown Pequeño, ISBN 9780751563047 9780751563047)[26]
- Sam kills Christmas (2018, Grupo de Libro de Brown Pequeño, ISBN 0751563056 0751563056)